# Vertigo (gênero)
Vertigo é um gênero de pequenos caramujos terrestres, moluscos gastrópodes pulmonados pertencentes à família Vertiginidae.

## Descrição da concha
A concha é alongada e de formato oval. O ápice é obtuso (arredondado). A concha tem de 4 a 5 espiras (voltas completas). A abertura é semioval e possui de 5 a 6 dentes. O peristoma é pouco expandido e possui lábios grossos e esbranquiçados.

## Características anatômicas
- Não possuem tentáculos orais;
- A mandíbula é arqueada;
- A superfície anterior é estriada;
- A rádula possui um dente central de formato quase quadrado, tricúspido, tão grande ou maior do que os dentes laterais, que são semelhantes entre si, mais estreitos e bi ou tricúspidos.
- Os dentes marginais são baixos, largos e serrilhados.[1]

## Espécies
Espécies no gênero Vertigo incluem:
Subgênero Vertigo Müller, 1774
- Vertigo alpestris Alder, 1838
- Vertigo andrusiana Pilsbry, 1899

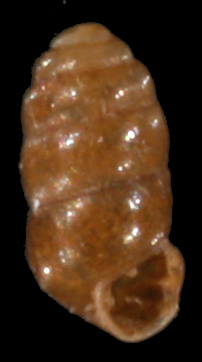
Vista apertural de Vertigo heldi.

- Vertigo antivertigo (Draparnaud, 1801)
- Vertigo arctica (Wallenberg, 1858)
- Vertigo arthuri Von Martens, 1882
- Vertigo binneyana Sterki, 1890
- Vertigo bollesiana (Morse, 1865)
- Vertigo botanicorum Horsak & Pokryszko, 2010
- Vertigo columbiana Pilsbry & Vanatta, 1900
- Vertigo cristata Sterki, 1919
- Vertigo elatior Sterki, 1894
- Vertigo extima (Westerlund, 1877)
- Vertigo genesii (Gredler, 1856)
- Vertigo geyeri Lindholm, 1925
- Vertigo gouldii (Binney, 1843)
- Vertigo heldi Clessin, 1877
- Vertigo lilljeborgi (Westerlund, 1871)
- Vertigo milium (Gould, 1840)
- Vertigo modesta (Say, 1824)
- Vertigo morsei Sterki, 1894
- Vertigo nylanderi Sterki, 1909
- Vertigo moulinsiana (Dupuy, 1849)
- Vertigo oughtoni Pilsbry, 1948
- Vertigo ovata (Say, 1822)
- Vertigo paradoxa Sterki in Pilsbry, 1900
- Vertigo perryi Sterki 1905
- Vertigo pusilla O. F. Müller, 1774
- Vertigo pygmaea (Draparnaud, 1801)
- Vertigo ronnebyensis (Westerlund, 1871)
- Vertigo substriata (Jeffreys, 1833)
- Vertigo tridentata Wolf, 1870
- Vertigo ventricosa (E. S. Morse, 1865)

Subgênero Vertilla Moquin-Tandon, 1856
- Vertigo angustior Jeffreys, 1830

Subgênero ?
- Vertigo alabamensis G. Clapp, 1915
- Vertigo conecuhensis G. Clapp, 1915
- Vertigo cubana Crosse, 1890
- Vertigo eogea
  - Vertigo eogea stagnalis
- Vertigo hachijoensis
- Vertigo hebardi Vanetta, 1912
- Vertigo hirasei
- Vertigo hubrichti Pilsbry, 1934
- Vertigo japonica
- Vertigo kushiroensis
- Vertigo meramecensis Van Devender, 1979
- Vertigo neglecta Arango in Poey, 1856
- Vertigo oralis Sterki, 1890
- Vertigo oscariana Sterki, 1890
- Vertigo occulta Vanetta, 1912
- Vertigo parcedentata (Braun, 1847)
- Vertigo pseudosubstriata Ložek, 1954
- Vertigo rugosula Sterki, 1890
- Vertigo teskeyae Hubricht, 1961
- Vertigo torrei Aguayo & Jaume, 1934

## Quadro comparativo de algumas espécies
|                                                 | V. alpestris                                                                  | V. angustior | V. antivertigo                  | V. genesii                                                           | V. geyeri                                  | V. moulinsiana                                                                   | V. pusilla                                      | V. pygmaea                                                                   | V. substriata     |
| Imagem                                          |                                                                               | |                                 |                                                                      |                                            |                                                                                  |                                                 |                                                                              |                   |
| Orientação das espiras                          | direita                                                                       | esquerda | direita                         | direita                                                              | direita                                    | direita                                                                          | esquerda                                        | direita                                                                      | direita           |
| Número de espiras                               | 4,75 - 5                                                                      | 4,5 - 5 | 4,5 - 5                         | 5                                                                    | 4,75 - 5                                   | 4,25 - 5                                                                         | 5 - 5,5                                         | 4,25 - 5                                                                     | 4 - 4,5           |
| Esculturas radiais                              | estrias finas                                                                 | costelas | estrias finas; quase lisa       | lisa                                                                 | estrias                                    | estrias                                                                          | estrias                                         | estrias; quase lisa                                                          | costelas          |
| Exemplos de coloração da concha                 | marrom amarelado pálido                                                       | de vermelho ferrugem a amarronzado                                                                                   | de castanho a vermelho ferrugem | pálido avermelhado marrom                                            | pálido avermelhado marrom                  | de marrom claro a marrom escuro                                                  | de marrom-dourado a marrom                      | de marrom claro a marrom escuro                                              | de ocre a marrom  |
| Exemplos de coloração da concha no animal morto | de claro a marrom                                                             | marrom claro | marrom-acastanhado              | marrom-acastanhado claro                                             | marrom claro                               | marrom                                                                           | marrom claro                                    | marrom claro                                                                 | claro a amarelado |
| Brilho da concha                                | opaco- acetinado                                                              | opaco- acetinado | forte                           | forte                                                                | forte                                      | forte                                                                            | forte                                           | opaco                                                                        | acetinado         |
| Callus                                          | proeminente                                                                   | proeminente | proeminente                     | fraco                                                                | fraco                                      | proeminente; esbranquiçado                                                       | proeminente                                     | fraco                                                                        | proeminente       |
| Número de dentes                                | 3-4                                                                           | 4-5 | 6-11                            | 1                                                                    | 4                                          | 4-5                                                                              | 6-9                                             | 4-7                                                                          | 6                 |
| Habitat                                         | bancos de grama, áreas arborizadas e sobre paredes feitas de rochas calcárias | encontrado primariamente em ambientes úmidos sobre solos friáveis (quebradiços), lugares com grama úmida ou marismas | terrenos pantanosos e úmidos    | pântanos, marismas e terrenos constantemente úmidos e com um alto pH | águas ricas em cálcio e de fluxo constante | prefere lugares úmidos, como à beira de lagos, córregos e rios; áreas pantanosas | lugares levemente sombreados, áreas arborizadas | planícies calcárias, áreas montanhosas até 2500 m e até mesmo dunas de areia | ambientes úmidos  |